# North Mississippi Allstars
North Mississippi Allstars  — американская блюз и блюз-рок группа, сформированная в 1996 году. Группа является пятикратным номинантом на премию Грэмми (2001, 2003, 2006, 2021, 2023), все в номинации «Лучший альбом современного блюза». Лауреат Blues Music Awards в номинации «Лучший дебют» (2001), номинант Blues Music Awards в номинациях «Группа года» (2018, 2020), «Альбом блюз-рока» (2018, 2020). Участники группы Лютер Дикинсон и  Коди Дикинсон кроме того номинанты Blues Music Awards в иных категориях .

## История
Группа North Mississippi Allstars была сформирована в 1996 году в Эрнандо, Миссисипи братьями Лютером и Коди Дикинсонами, сыновьями известного музыканта и продюсера Джима Дикинсона, и бас-гитаристом Крисом Чу. Предтечей группы была группа DDT, трио братьев с Джонни Тейлором, исполнявшая треш-фанк. Новая группа намеревалась объединить блюз и блюграсс Северного Миссисипи с роком и другими современными формами музыки, они стали впоследствии называть такой стиль Modern Mississippi Music.  В соседях у семьи Дикинсонов жили такие музыканты, представители хилл-каунти-блюза как Ар Эл Бёрнсайд, Фред Макдауэлл, Джуниор Кимбро и Ота Тёрнер  Первым национальным туром стало выступление Ар Эл Бёрнсайдом в туре Ass Pocket of Whiskey в 1997 году.
После записи двух альбомов на кассетах в 1998 году, с группой подписала контракт компания Tone-Cool Records, на которой группа выпустила дебютный альбом Shake Hands with Shorty, в записи которого приняли участие в частности отец братьев Джим Дикинсон, Седрик Бёрнсайд, Элвин «Янгблад» Харт и флейтист Ота Тёрнер. Отзывы на альбом были весьма положительными: «От блюза до блюграсса Allstars держат слушателя в напряжении в каждый момент. И никогда не задерживаясь в одном стиле слишком долго, группе удалось создать классический альбом, наполненный интересными джемами и вечными треками» . «Он волнует и будоражит так сильно, насколько вообще можно требовать, и возрождает музыкальный стиль, который сегодня в значительной степени игнорируется как широкой публикой, так и начинающими музыкантами» .  «Электрогитары, акустические и особенно слайд-гитары пропитывают этот альбом. Лютер Дикинсон, гитарист и вокалист, на вершине своей игры, если говорить со всей скромностью. Игра Криса Чу на басу заставляет группу двигаться, достаточно сказано, что еще можно сказать, верно? Что касается игры Коди Дикинсона на барабанах, он просто невероятен» . Альбом был в 2001 году номинирован на Грэмми как лучший альбом современного блюза, а группа с этим альбомом была признана лучшим дебютом года по версии Blues Foundation и получила награду Blues Music Award.
С того времени группа успешно и регулярно записывается и выступает в разных составах (Крис Чу покинул группу в 2014 году), будучи ещё четырежды номинирована на Грэмми. Они записывались и гастролировали с Бобби Рашем, Мейвис Стейплз, Чарли Масселуайтом, Джоном Хайаттом, Робертом Плантом и Пэтти Гриффин, Джоном Спенсером, Tedeschi Trucks Band, Los Lobos и Black Crowes . 
«Подобно своему отцу, легендарному музыканту и продюсеру Джиму Дикинсону, Лютер и Коди Дикинсон из North Mississippi Allstars стремятся развивать традиционные музыкальные формы своего региона в смелых новых направлениях. От блюза и рокабилли до хип-хопа и фанка группа создает музыку в удивительном разнообразии стилей» 
«Широкий диапазон гитарного стиля Лютера включает джазовые риффы, психоделические звуки и душевный слайд. Барабанщик и мультиинструменталист Коди опирается на рутс-музыку, рок, джаз, рэп и другие стили, для создания ритмов, которые дают драйв музыке группы. Их две эстетики объединяются, чтобы создать уникальный стиль группы, „примитивный модернизм“, смешивающий новое и старое, традиционное и футуристическое, тщательно продуманные тексты и импровизационную музыку» .
PopMatters: «Американские корни [рутс-музыка]… с зарядом энергии панк-рока» .
«North Mississippi Allstars добились международной известности, перенеся звучание хилл-кантри в рок-чарты».

## Состав
Текущий состав
- Лютер Дикинсон – гитара, вокал, ударные, бас-гитара, мандолина (с 1996)
- Коди Дикинсон – ударные, перкуссия, вокал, гитара, клавишные (1996–present)

Бывшие члены группы
- Крис Чу – бас-гитара, вокал (1996–2015)
- Дуэйн Бёрнсайд – гитара, вокал (2003–2004)

Timeline

## Дискография

### Альбомы
- Shake Hands with Shorty (2000, Tone-Cool Records)
- 51 Phantom (2001, Tone-Cool Records)
- Live From The Freedom Highway (2002, Artemis Records)
- Polaris (2003, Tone-Cool Records)
- Tate County Hill Country Blues (2003, Delta Experimental Projects)
- Hill Country Revue - Live at Bonnaroo (2004, ATO Records)
- Electric Blue Watermelon (2005, ATO Records)
- Paradise Boston, Ma 11.12.05 (2006, ATO Records)
- Keep On Marchin': Live in Burlington, VT 11.11.05 (2007, ATO Records)
- Mississippi Folk Music - Volume One (2007, Songs Of The South Records)
- Hernando (2008, Songs Of The South Records)
- Do It Like We Used to Do (2009, Songs Of The South Records)
- Boulderado: Live at the Fox (2010, Songs Of The South Records)
- Live in the Hills 6.26.10 (2010, Songs Of The South Records)
- Keys to the Kingdom (2011, Songs Of The South Records)
- Live In The Hills II 6.24.11 (2011, Songs Of The South Records)
- World Boogie Is Coming (2013, Songs Of The South Records)
- Live At 2013 Wanee Music Festival (2013, MunckMix)
- Live at 2014 New Orleans Jazz & Heritage (2014, MunckMix)
- Freedom & Dreams (2015, NMO Records)
- Prayer for Peace (2017, Legacy Records)
- Up and Rolling (2019, New West Records)
- Set Sail (2022, New West Records)
- Still Shakin' (2025, New West Records)

### EP
- Shimmy She Wobble (2000)
- Instores & Outtakes (2004)
- Electric Blue Watermelon Screwed and Chopped EP (2005)
- Upstairs At United, Vol. 4 (2012)